# You Know My Name (Look Up the Number)
You Know My Name (Look Up the Number) is een nummer van The Beatles, oorspronkelijk verschenen als B-kant op de single Let It Be in 1970.

## Beschrijving en achtergrond
Het idee voor de titel ontstond toen John Lennon op de omslag van een telefoonboek de woorden "You know the name, look up the number" zag. Lennon wilde oorspronkelijk een soort van Four Tops-achtige compositie maken. De titel van het nummer wilde hij ook "als een mantra herhalen." Voor Ian MacDonald is You Know My Name een goede indicatie voor de experimentele staat waarin The Beatles zich tijdens de zomer van 1967 bevonden. Ondanks de chaotische aanpak was het resultaat toch grappig dankzij de natuurlijke aanleg van de band voor humor. Voor geluidstechnicus Geoff Emerick was het nummer echter "mogelijk het minst substantiële nummer dat de band ooit heeft opgenomen."

## Opname
Na de opname van All Together Now op 17 mei 1967 begon de band met de eerste veertien takes voor You Know My Name. Het was bedoeld om deel uit te maken van de soundtrack voor Yellow Submarine, maar het werd vervangen door It's All Too Much. Op 8 juni kwam Brian Jones van The Rolling Stones in de studio om altsaxofoon te spelen op uitnodiging van McCartney. McCartney-biograaf Philip Norman vermeldde dat McCartney Jones uitnodigde om hem wat af te leiden van zijn problemen. Hij moest immers voor het gerecht komen na een razzia.
Paul McCartney herinnerde later dat de sessie van 30 april zijn meest favoriete opnamesessie bij The Beatles was. Norman schreef neer dat dit de laatste keer was dat Lennon en McCartney nog samen plezier hadden in de studio.

## Versie opAnthology 2
In 1996 verscheen het verzamelalbum Anthology 2 waarop outtakes, liveversies van nummers en andere alternatieve versies werden samengebracht. Op het album staat een langere versie van You Know My Name, met een ska-achtige sectie.

## Muzikanten
Bezetting volgens Ian MacDonald:
- John Lennon - zang, gitaar, maraca
- Paul McCartney – zang, piano, basgitaar
- George Harrison – achtergrondzang, gitaar, vibrafoon
- Ringo Starr – zang, drums, bongo's

### Andere muzikanten
- Mal Evans - spade in grind
- Brian Jones - altsaxofoon